# لويس إيرنيستو توريس
لويس إيرنيستو توريس (بالإسبانية: Luis Ernesto Torres)‏ هو لاعب كرة قدم باراغواياني في مركز الوسط، ولد في 7 نوفمبر 1952 في أسونسيون في باراغواي. شارك مع منتخب باراغواي لكرة القدم. أما مع النوادي، فقد لعب مع أوليمبيا أسونسيون وناسيونال ماديرا.

## وصلات خارجية
- لويس إيرنيستو توريس على موقع الاتحاد الأوربي (الإنجليزية)
- لويس إيرنيستو توريس على موقع قاعدة بيانات كرة القدم.إي يو (الإنجليزية)
- لويس إيرنيستو توريس على موقع ناشيونال فوتبول تيمز (الإنجليزية)